# Yuki Nambá
Lidia Rosa Tempone (Tres Arroyos, Argentina, 1 de octubre de 1923 - Buenos Aires, Argentina, 12 de diciembre de 2006), más conocida como Yuki Nambá, fue una reconocida actriz de la época de oro del cine argentino, consagrándose en la década del 40".

## Carrera artística
Nacida en Tres Arroyos, inició su carrera a principios de los 40" con pequeños papeles en films como Peluquería de señoras, La luna en el pozo y La casa de los millones, dirigidas por Carlos Torres Ríos y Luis Bayón Herrera y encabezadas por figuras del momento como Amanda Ledesma, Luis Sandrini, Aída Alberti, entre otros.
Con grandes condiciones para componer personajes dramáticos y de rostro y ojos expresivos, tuvo una labor importante en 1943 cuando filmó La piel de zapa, con Hugo del Carril. Con su actuación en Volver a la vida, de Carlos Borcosque, donde demostró sus condiciones actorales, se convirtió en una actriz infaltable en los repartos de exitosas películas. Luego de participar en los elencos de variados films, acompañó a Hugo del Carril y a Aída Luz en El último payador en 1950. Actuó al lado de Delfy de Ortega y María Concepción César en El infortunado Fortunato y en Mujeres casadas compuso un rol atípico en su carrera. En Para vestir santos aprovechó su corto papel y se lució en éste, acompañando a Tita Merello, con quien volvió a actuar en 1958 en La morocha donde interpretó a Lili y fue su última intervención cinematográfica.
Tiempo después se casó con el futbolista Renato Cesarini y posteriormente con el actor Enrique Kossi. Esporádicamente intervino en obras teatrales y en audiciones radiales hasta su retiro definitivo.
Falleció a los 83 años el 12 de diciembre de 2006 en Buenos Aires de una larga enfermedad. Sus restos recibieron sepultura en el Panteón de Actores del Cementerio de la Chacarita.

## Filmografía
- La morocha (1958)
- Para vestir santos (1955)
- Mercado de Abasto (1955)
- Sucedió en Buenos Aires (1954)
- Mujeres casadas (1954)
- El infortunado Fortunato (1952)
- Sombras en la frontera (1951)
- Suburbio (1951)
- Volver a la vida (1951)
- El último payador (1950)
- Una mujer sin importancia (1945)
- La piel de zapa (1943)
- Pasión imposible (1943)
- La casa de los millones (1942)
- La luna en el pozo (1942)
- Peluquería de señoras (1941)